# Campionati africani di ciclismo su strada - Cronometro maschile Elite
La Cronometro maschile Elite è uno degli eventi disputati durante i Campionati africani di ciclismo su strada. Per la prima volta fu corsa nel 2001. Fu corsa nuovamente nel 2005. Da quell'anno viene corsa stabilmente, con le eccezioni del 2014 e 2020.

## Albo d'oro
Aggiornato all'edizione 2023.
| Anno      | Vincitore            | Secondo                     | Terzo                       |
| --------- | -------------------- | --------------------------- | --------------------------- |
| 2001      | Simon Kessler        | Morne Bester                | Mohamed Abdel Fattah        |
| 2002-2004 | non disputata        | non disputata               | non disputata               |
| 2005      | Alex Pavlov          | Rafaâ Chtioui               | Rupert Rheeder              |
| 2006      | Robert Hunter        | Dan Craven                  | Daryl Impey                 |
| 2007      | Nicholas White       | Jay Robert Thomson          | Bereket Yemane              |
| 2008      | Jay Robert Thomson   | Nicholas White              | Dan Craven                  |
| 2009      | Jay Robert Thomson   | Reinardt Janse van Rensburg | Erik Hoffmann               |
| 2010      | Daniel Teklehaimanot | Reinardt Janse van Rensburg | Azedine Lagab               |
| 2011      | Daniel Teklehaimanot | Tesfay Abraha               | Reinardt Janse van Rensburg |
| 2012      | Daniel Teklehaimanot | Tsgabu Grmay                | Jay Robert Thomson          |
| 2013      | Daniel Teklehaimanot | Willie Smit                 | Johannes Christoffel Nel    |
| 2014      | non disputata        | non disputata               | non disputata               |
| 2015      | Tsgabu Grmay         | Daniel Teklehaimanot        | Reinardt Janse van Rensburg |
| 2016      | Mouhssine Lahsaini   | Tsgabu Grmay                | Daniel Teklehaimanot        |
| 2017      | Meron Teshome        | Stefan de Bod               | Awet Habtom                 |
| 2018      | Mekseb Debesay       | Jean Bosco Nsengimana       | Joseph Areruya              |
| 2019      | Stefan de Bod        | Sirak Tesfom                | Ryan Gibbons                |
| 2020      | non disputata        | non disputata               | non disputata               |
| 2021      | Ryan Gibbons         | Kent Main                   | Moise Mugisha               |
| 2022      | Gustav Basson        | Henok Mulubrhan             | Jean Bosco Nsengimana       |
| 2023      | Charles Kagimu       | Moise Mugisha               | Henok Mulubrhan             |

## Medagliere
| Pos.   | Nazione   | Oro | Argento | Bronzo | Totale |
| ------ | --------- | --- | ------- | ------ | ------ |
| 1      | Sudafrica | 9   | 8       | 7      | 24     |
| 2      | Eritrea   | 6   | 4       | 4      | 14     |
| 3      | Etiopia   | 1   | 2       | 0      | 3      |
| 4      | Marocco   | 1   | 0       | 0      | 1      |
| 4      | Uganda    | 1   | 0       | 0      | 1      |
| 6      | Ruanda    | 0   | 2       | 3      | 5      |
| 7      | Namibia   | 0   | 1       | 2      | 3      |
| 8      | Tunisia   | 0   | 1       | 0      | 1      |
| 9      | Algeria   | 0   | 0       | 1      | 1      |
| 9      | Egitto    | 0   | 0       | 1      | 1      |
| Totale | Totale    | 18  | 18      | 18     | 54     |